# Aetholopus thylactoides
Aetholopus thylactoides är en skalbaggsart som beskrevs av Stefan von Breuning 1958. Aetholopus thylactoides ingår i släktet Aetholopus och familjen långhorningar. Inga underarter finns listade i Catalogue of Life.